# Brendan Hines-Ike
Brendan Hines-Ike, född 30 november 1994 i Denver, är en amerikansk fotbollsspelare som spelar för DC United.

## Klubbkarriär
Mellan 2012 och 2014 spelade Hines-Ike 49 matcher och gjorde ett mål för Creighton Bluejays. Därefter gick Hines-Ike till South Florida Bulls, där han spelade 20 matcher och gjorde två mål.
I december 2015 värvades Hines-Ike av Örebro SK, där han skrev på ett fyraårskontrakt. Hines-Ike gjorde allsvensk debut den 3 april 2016 i en 2–0-förlust mot Djurgårdens IF, där han byttes in i den 86:e minuten mot Sebastian Ring.
I juli 2018 värvades Hines-Ike av belgiska KV Kortrijk. Den 8 mars 2021 lånades han ut till amerikanska DC United på ett låneavtal över säsongen 2021. Hines-Ike debuterade i MLS och gjorde ett mål den 18 april 2021 i en 2–1-vinst över New York City. Den 4 januari 2022 köptes Hines-Ike loss av DC United, han skrev på ett kontrakt som sträcker sig över 2024.